# 脫離歐盟條款（公投）法令草案系列
《脫離歐盟條款（公投）法令草案系列》（英語：Terms of Withdrawal from EU (Referendum) Bills）指英國國會的兩條議員私人法案，均旨在於英國啟動歐盟條約第50條前或完成脫歐談判後，在英国和直布罗陀舉行第二次公投。
兩條法案都是由工黨議員格蘭特·戴維斯提出。第一條在2016至17年下議院國會會期審議，並在2016年7月6日首讀，但因為國會解散而失效，而政府在2017年3月啟動第50條的程序。第二條法案在2017至19年會期審議，並在2017年9月6日首讀，最終因為國會解散而失效，而英國在未有舉行二次公投下脫離歐盟。

## 背景
2016年6月23日，英国和直布罗陀舉行脫歐公投，最終以近4%之差決定脫歐。大倫敦、北爱尔兰、蘇格蘭、直布羅陀四地強烈支持留歐，但英格兰和威爾斯都選擇脫歐，導致全國陷入撕裂。
第一條法令草案要求英國政府在正式啟動《里斯本条约》第50條前向國會提交脫歐協議草擬文本，並就此舉行公投，不過法案未能趕及在2017年3月29日政府動用第50條前獲通過並生效。隨著大選提前舉行，國會被解散，法案因而失效。這導致第二條法令草案被提交下議院，提出在英國政府與歐盟的脫歐談判結束後舉行公投，決定是否批准脫歐協議條款還是留在歐盟。最終再次因為國會被解散而失效，而英國在沒有舉行二次公投的情況下，於2020年1月31日正式脫離歐盟。

## 擬定公投題目
根據法令，選民投票時見到的選票會印有一條問題，原文為英文或威爾斯文：
您是否支持政府以草擬的聯合王國及直布羅陀脫離歐洲聯盟套裝去進行談判，抑或聯合王國應該繼續作為歐洲聯盟的一個成員國？
選民需要在以下任一選項劃下一個交叉（X），原文為英文或威爾斯文：
支持政府草擬的脫歐套裝
繼續作為歐洲聯盟的一個成員國